# Jaime Arroyave
Jaime Arroyave Rendón (Gómez Plata, Antioquia, Colombia, 25 de enero de 1928) es un militar retirado, político, exentrenador de fútbol y exdirigente deportivo colombiano.
Jaime se ganó el apodo de 'Loco' cuando, siendo cabo segundo en el ejército, se destacó por su labor durante el Bogotazo, lo que le valió una promoción al rango de dragoneante. Sin embargo, también es conocido como el 'Pantalonudo', apodo que surgió durante un acto público del ejército en 1955, cuando desfilaba por la pista atlética del estadio de Ibagué. En ese evento, el animador, el periodista Carlos Arturo Rueda C., hizo una broma sobre su forma de vestir para animar a la tribuna, lo que originó el sobrenombre.
Después de su paso por el ejército fue alcalde de su natal pueblo Gómez Plata.
En 1954 se convierte en el fundador y presidente de la Liga de Futbol de las Fuerzas Armadas. Paralelamente, tiene su primera experiencia en los banquillos técnicos siendo asistente del húngaro Béla Sárosi a quien habían invitado para un torneo amistoso, precisamente para inaugurar dicha liga.
Para 1955-56 dirige en propiedad a las Divisiones menores de Independiente Santa Fe conocida como los "Monaguillos", ganando su primer título.
A finales de la década de los años 50, y de la mano de su amigo, el entrenador Gabriel Ochoa Uribe  —a quien conocía desde la infancia, cuando ambos eran considerados los mejores jinetes juveniles de Antioquia—, llegó a Millonarios, dando un vuelco definitivo a su vida. 
Arroyave es conocido por ser el padre del fútbol de salón en Colombia siendo el primer presidente de la Federación Colombiana de Fútbol de Salón, organización que dirigió durante 38 años.
En 2011 se convirtió en accionista minoritario de Millonarios evitando su desaparición y posteriormente hizo parte de la junta directiva que refundo al club bajo el formato de sociedad anónima.
Asimismo, tuvo un importante paso por la dirección de las divisiones menores de Millonarios Fútbol Club desde el año 1959 por invitación de Gabriel Ochoa Uribe, descubriendo futbolistas como Willington Ortiz, Alejandro Brand, Marino Klinger, Otoniel Quintana, Francisco "Cobo" Zuluaga, Gabriel Hernández, Nicolas Lobaton, Gonzalo Guzmán, Enrique Florian, Héctor Javier Céspedes, José Ignacio Muñoz, Jaime Morón, Fernando "Bombillo" Castro, Eduardo Pimentel, Euclides "Tizon" Gonzalez, Senén Mosquera, Eddy Villarraga, Alonso "Pocillo" López, Cerveleón Cuesta, Germán Gutiérrez de Piñeres, José Eugenio "Cheché" Hernández, John Jairo "Pocillo" Díaz, entre otros, hasta su salida del club en 1988. Se dice que en total 108 jugadores fueron descubiertos por Arroyave.
En total obtuvo 74 títulos en categorías menores y de la Liga de fútbol de Bogotá.
En cuatro ocasiones estuvo encargado como técnico del plantel profesional de Millonarios Fútbol Club, una en el año 1970, dos veces en 1978 y una en 1981.
En 2019 a sus 91 años fue condecorado por Millonarios en reconocimiento y agradecimiento a su trayectoria exitosa en el club. En 2023 volvió a ser homenajeado por el equipo embajador.

## Clubes fútbol

### Director deportivo y formador
| Club                                         | País     | Temporadas  |
| -------------------------------------------- | -------- | ----------- |
| Divisiones menores de Independiente Santa Fe | Colombia | 1955 - 1958 |
| Divisiones menores de Millonarios            | Colombia | 1959 - 1987 |

### Como entrenador
| Equipo                               | Desde                    | Hasta                    | Torneo            | Partidos | Partidos | Partidos | Partidos | Partidos |
| PJ                                   | PG                       | PE                       | PP                | %        |          |          |          |          |
| ------------------------------------ | ------------------------ | ------------------------ | ----------------- | -------- | -------- | -------- | -------- | -------- |
| Millonarios · (encargado) · Colombia | 16 de septiembre de 1970 | 20 de octubre de 1970    | Finalización 1970 | 11       | 3        | 3        | 5        | 11.79%   |
| Millonarios · (encargado) · Colombia | 12 de febrero de 1978    | 19 de febrero de 1978    | Apertura 1978     | 2        | 1        | 1        | 0        | 66.67%   |
| Millonarios · (encargado) · Colombia | 20 de agosto de 1978     | 24 de septiembre de 1978 | Finalización 1978 | 15       | 7        | 3        | 5        | 53.34%   |
| Millonarios · (encargado) · Colombia | 15 de noviembre de 1981  | 15 de noviembre de 1981  | Finalización 1981 | 1        | 0        | 0        | 1        | 0%       |
| Consolidado total                    | Consolidado total        | Consolidado total        | Consolidado total | 29       | 11       | 7        | 11       | 45.98%   |

### Como directivo
| Club / entidad                        | País     | Temporadas    | Rol                    |
| ------------------------------------- | -------- | ------------- | ---------------------- |
| Liga de Futbol de las Fuerzas Armadas | Colombia | 1954          | Cofundador             |
| Millonarios                           | Colombia | 2011-presente | Accionista minoritario |

## Clubes futsal

### Como presidente
| Entidad                                  | País     | Temporadas  |
| ---------------------------------------- | -------- | ----------- |
| Federación Colombiana de Fútbol de Salón | Colombia | 1974 - 2011 |